# آرادو دبلیو ۲
آرادو دبلیو ۲ (به انگلیسی: Arado_W_2) یک هواگرد از نوع هواپیمای ورزشی ساخت شرکت آرادو فلوکتسایک‌ورک در آلمان است. هواگرد آرادو دبلیو ۲ نخستین پروازش را در ۱۹۲۸ میلادی انجام داد. در مجموع، تعداد ۲ فروند از این هواگرد ساخته شده‌است.